# 안데르송 히카르두 두스 산투스
안데르송 히카르두 두스 산투스(포르투갈어: Anderson Ricardo dos Santos, 1983년 3월 22일 ~ )은 안데르송으로 불리는 브라질의 축구 선수이다. K리그 등록명은 안데르손이다.

## 클럽 경력
브라질 리그의 모지 미림 EC에서 유소년 시절을 보내고 프로에 데뷔하였다. 모지 미림에서의 활약을 바탕으로 터키 수페르리그의 시바스스포르로 이적하며 유럽 무대에 진출하였다. 이후 차이쿠르 리제스포르, 에스키셰히르스포르 등을 거치며 터키 리그에서 4시즌 동안 활약했다.
2009년 7월, K리그의 FC 서울로 이적하여 8월 15일 경남 FC와의 K리그 19라운드 경기에 선발 출전하며 데뷔하였으며 2009 시즌 15경기 출전 4골 1도움을 기록하였다. (리그 11경기, 리그컵 2경기, AFC 챔피언스리그 1경기)